# MUL.APIN

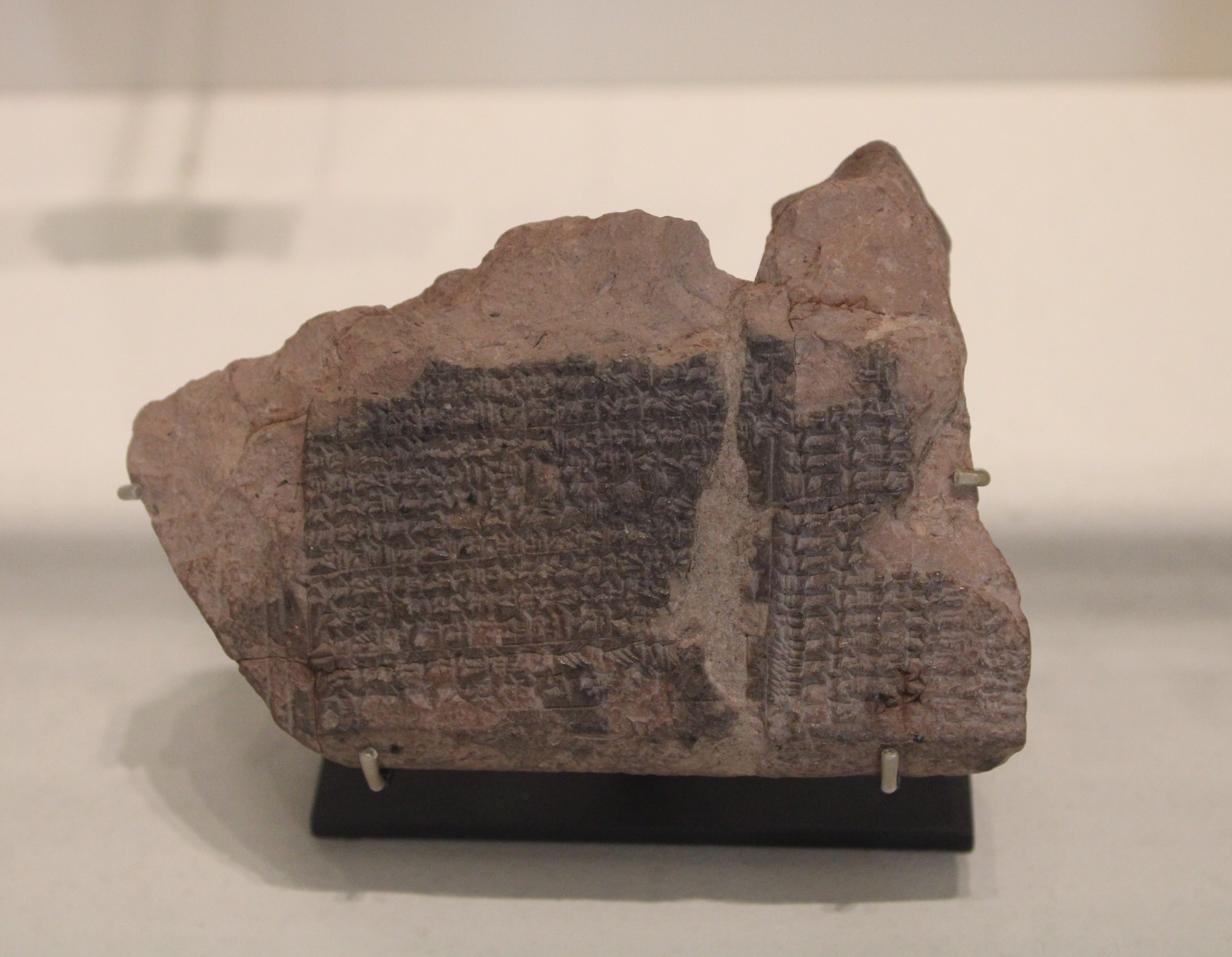
Frammento del MUL.APIN

MUL.APIN è il più importante compendio astronomico/astrologico scritto in Mesopotamia. L'opera prende nome dal suo incipit, che indica il nome della prima costellazione elencata (= "stella dell'Aratro"; infatti: mul=stella e apin=aratro in lingua sumera), corrispondente probabilmente al Triangulum con l'aggiunta di Gamma Andromedae.

## Elaborazione e trasmissione del testo
La composizione del MUL.APIN è solitamente collocata intorno al 1000 a.C. o comunque all'epoca neo-assira, cioè ai primi secoli del I millennio a.C. Secondo alcuni studiosi, tuttavia, esso conterrebbe dati del millennio precedente, se non ancora più antichi. Analizzando, infatti, le date annuali di levata e tramonto eliaco delle stelle riportate dal MUL.APIN, la sua redazione potrebbe essere attribuita all'anno 1370±100 a.C.
. Basandosi, invece, sulle posizioni dei pianeti parte del MUL.APIN può essere datata al giugno 1296 a.C. (altre parti, però, risalirebbero al dicembre 2048 a.C.).
Il MUL.APIN ci è giunto in numerose copie su due tavolette d'argilla. Si trattava, quindi, di un testo culturalmente importante e perciò molto diffuso. La copia più antica è del 686 a.C. e la più recente del 300 a.C. circa.
Le ultime righe sembrano indicare che il testo proseguisse con una terza tavoletta, oggi perduta, di contenuto principalmente astrologico.

## Contenuto
Secondo alcuni studiosi, fra cui David Brown, il testo descrive deliberatamente un cosmo idealizzato, da cui le osservazioni reali si discostano inevitabilmente. L'ampiezza dello scostamento poteva essere materiale per valutazioni astrologiche. Per questo motivo l'anno era considerato di 360 giorni, composto di 12 mesi di 30 giorni ciascuno, ed era suddiviso in parti uguali da equinozi (che cadevano il giorno 15 del I e VII mese) e da solstizi (il 15 del IV e X mese). Il MUL.APIN nomina 66 stelle/costellazioni (non è sempre chiaro quale significato debba essere inteso) assegnate alle principali divinità del pantheon mesopotamico e ripartite in tre "sentieri":
- Il sentiero di Enlil, composto dalle 33 stelle/costellazioni più settentrionali
- Il sentiero di Anu, composto da 23 stelle/costellazioni
- Il sentiero di Ea, composto dalle 15 stelle/costellazioni più meridionali.

Questi "sentieri" sono porzioni orientali dell'orizzonte, entro cui all'alba nel corso dell'anno si vedono sorgere le costellazioni assegnate al sentiero stesso (levata eliaca). Ogni costellazione corrisponde a un mese dell'anno lunare, ma ciò è causa di imprecisione perché i mesi lunari hanno una collocazione variabile entro l'anno solare e perciò la data lunare di levata eliaca di una stella è leggermente diversa da un anno all'altro. Secondo il MUL.APIN il Sole resta per un quarto dell'anno in un sentiero e poi passa in quello adiacente. Applicando questa definizione le stelle del sentiero di Enlil dovrebbero essere quelle a nord di circa +17° di declinazione, mentre il sentiero di Ea comprenderebbe tutte le stelle a sud di circa −17° di declinazione. Il sentiero di Anu, che si trova tra questi due, dovrebbe contenere stelle intermedie, poste su entrambi i lati dell'equatore celeste.